# پوستک
پوستَک یا کوتیکول (انگلیسی: Cuticle) لایه محافظ و پیوسته‌ای از جنس کوتین و فاقد ساختمان سلولی است که توسط یاخته‌های روپوست گیاهان ترشح می‌شود و سطح خارجی روپوست در اندام‌های هوایی را می‌پوشاند.
پوستک تنها در محل روزنه‌ها گسسته‌است.
وظیفه آن‌ها جلوگیری از تبخیر آب ورود سرما، نیش حشرات و میکروب می‌باشد.

## در بدن انسان
در آناتومی انسان، «کوتیکول» می‌تواند به چندین ساختار اشاره داشته باشد، اما در اصطلاح عمومی و حتی توسط متخصصان پزشکی هنگام صحبت با بیماران برای اشاره به لایه ضخیم شده پوست اطراف ناخن انگشتان دست و پا (اپونیشیوم) و اشاره به آن استفاده می‌شود. در انسان، به قسمت سفید رنگ در ابتدای رویش ناخن‌ها که تغذیه اصلی برای رویش و رشد ناخن از این ناحیه انجام می‌گیرد، پوستک گفته می‌شود

## در گیاهان

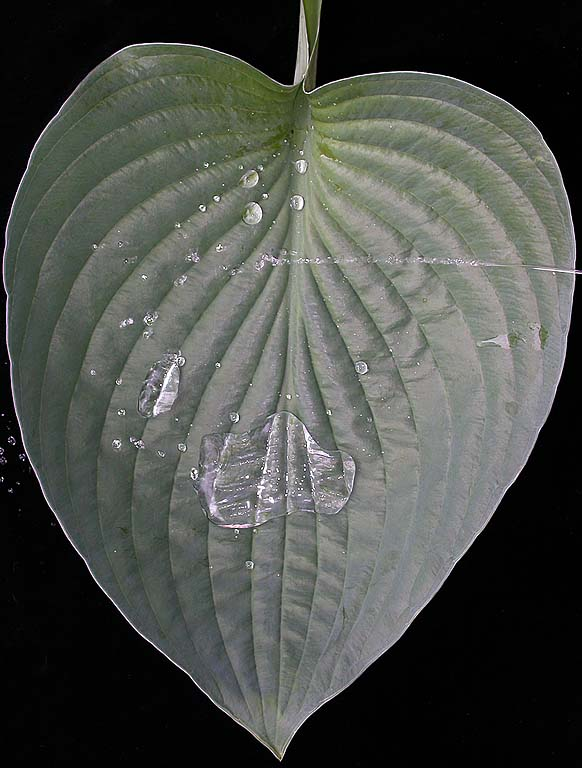
کریستال‌های موم اپی‌کوتیکولار

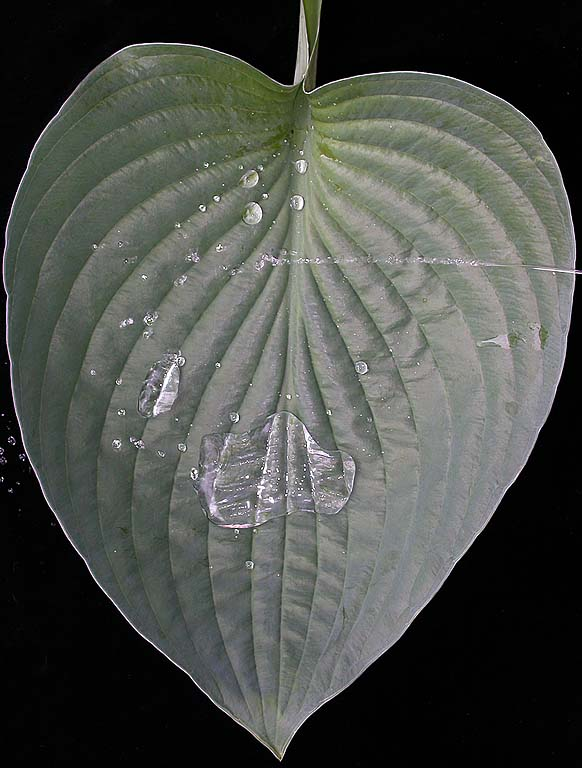
کریستال‌های موم اپی‌کوتیکولار

در برخی از گیاهان کوتین لایه‌ای بر روی دیواره روپوستی به نام کوتیکول یا پوستک را تشکیل می‌دهد و در گیاهان نواحی بسیار خشک لایه‌ای از موم خالص بر روی پوستک تشکیل می‌شود که باعث کاهش تعرق در گیاه می‌شود. کوتین و موم هر دو از مشتقات لیپیدها هستند. پیش ماده کوتین توسط پروتوپلاست یاخته‌های روپوستی ساخته می‌شود در شبکه آندوپلاسمی پیش ماده احتمالاً اسیدهای چرب است. زمانیکه پیش ماده از دیواره خارج می‌شود تحت تأثیر اکسیژن هوا سخت شده و به لایه پوستک تبدیل می‌شود.
ضخامت پوستک در گیاهان مناطق مختلف متفاوت است. سطح کوتیکول ممکن است صاف یا ناصاف باشد کوتیکول معمولاً چند لایه است از بیرون به درون ممکن است دارای لایه‌های زیر باشد.
- موم روپوستکی
- لایه پوستک مطلق
- لایه پوستکی

لایه‌ای از پکتین خالص پوستک را از دیواره سلولزی جدا می‌کند. نفوذ کوتین در دیواره را پوستکی‌شدن گویند.